# Théorème d'universalité de Kempe
En 1876, Alfred B. Kempe a publié un article Sur une méthode générale de description des courbes planes du n-ième degré par Linkwork, (On a General Method of describing Plane Curves of the nth degree by Linkwork) qui a montré que pour une courbe plane algébrique arbitraire, une liaison peut être construite qui dessine la courbe. Cette connexion directe entre les liaisons et les courbes algébriques a été nommée théorème d'universalité de Kempe : tout sous-ensemble borné d'une courbe algébrique peut être tracé par le mouvement de l'une des articulations dans une liaison convenablement choisie. La preuve de Kempe était imparfaite et la première preuve complète a été fournie en 2002 sur la base de ses idées.
Le résultat de Kempe n'est pas effectif, il déclare à ce titre
Il est à peine besoin d'ajouter que cette méthode ne serait d'aucune utilité pratique à cause de la complexité de l'enchaînement employé, conséquence nécessaire de la parfaite généralité de la démonstration.
Il appelle alors « l'artiste mathématicien » à trouver des moyens plus simples pour arriver à ce résultat :
La méthode a cependant un intérêt, car elle montre qu'il existe une manière de dessiner un cas donné ; et la variété des méthodes d'expression des fonctions particulières qui ont déjà été découvertes rend au plus haut degré probable que dans tous les cas une méthode plus simple puisse être trouvée. Il reste cependant un large champ ouvert à l'artiste mathématicien pour découvrir les liaisons les plus simples qui décriront des courbes particulières.
Une série d'animations démontrant la liaison résultant du théorème d'universalité de Kempe est explicite pour la parabole, la cubique auto-sécante, la cubique elliptique lisse et les courbes du trifolium.

## Simplification des liaisons
Plusieurs approches ont été adoptées pour simplifier les liaisons qui résultent du théorème d'universalité de Kempe. Une partie de la complexité provient des liaisons utilisées par Kempe pour effectuer l'addition et la soustraction de deux angles, la multiplication d'un angle par une constante et la traduction de la rotation d'une liaison à un endroit en une rotation d'un deuxième lien à un autre endroit. La liaison peut être simplifiée en utilisant des différentiels à engrenages coniques pour ajouter et soustraire des angles, des trains d'engrenages pour multiplier les angles et des entraînements par courroie ou par câble pour traduire les angles de rotation.La spécialisation des courbes à celles définies par des polynômes trigonométriques a fourni un autre moyen d'obtenir des liaisons de dessin plus simples. Les courbes de Bézier peuvent être écrites sous la forme de polynômes trigonométriques. Par conséquent, un système de liaison peut être conçu pour dessiner toute courbe approchée par une séquence de courbes de Bézier.

## Visualisations
Ci-dessous un exemple de mécanisme de chaîne en série à simple couplage, conçu par Liu et McCarthy, utilisé pour dessiner la courbe trifolium (à gauche) et la courbe hypocycloïde (à droite). À l'aide de SageMath. Le code source est disponible sur GitHub.